# Altes Rathaus Woldegk
Das ehemalige historische Rathaus Woldegk in Woldegk (Landkreis Mecklenburgische Seenplatte, Mecklenburg-Vorpommern) von 1763 wurde im Zweiten Weltkrieg zerstört.

## Geschichte
Woldegk, die Stadt der Windmühlen mit 4315 Einwohnern (2019), wurde zwischen 1236 und 1250 angelegt und war eine wichtige Grenzstadt der Herrschaft Stargard. Nach dem Dreißigjährigen Krieg (1618–1648) wohnten nur noch 14 Bürger im Ort. Danach konnte sich der Ort wieder erholen.
Das erste Rathaus wurde 1378 erstmals erwähnt; es brannte wohl auch beim Stadtbrand von 1547 ab, wurde dann wieder aufgebaut und erhielt erst 1723 sein Dach mit dem Dachreiter. Das baufällige Haus wurde 1765 abgerissen, nach dem Bau des zweiten Rathauses.
Das zweite, zweigeschossige siebenachsige ortsbildprägende verputzte barocke Rathaus mit dem Mansarddach wurde 1763 ursprünglich in der Mitte eines viereckigen, zentral gelegenen Marktplatzes neben dem ersten Rathaus gebaut. In dem dominanten achteckigen Turm als Dachreiter mit einer Glockenhaube und darüber der Laterne befanden sich zwei Bronzeglocken: Stadtglocke (d= 64 cm) und Wächterglocke (d= 45 cm). Die Fassade war hellgelb und weiß gestrichen.
Am Ende des Zweiten Weltkriegs wurde die Stadt zu 70 % zerstört und in der Folgezeit teilweise wieder aufgebaut, jedoch nicht das sehr prägende alte Rathaus, dessen Ruine wohl um 1953 verschwand. 1988 wurde auch der noch teils erhaltene Ratskeller abgerissen; das Gebäude geriet in Vergessenheit.
Für die Gestaltung des Marktplatzes fand 1993 im Rahmen der Städtebauförderung ein Gutachterverfahren statt. Nach Plänen des Büros Wuttke und Kekeritz (Neumünster) wurde der Platz von 1996 bis 1999 saniert. Der nun sehr große Platz ist differenziert durch die mittige baumumrandete ruhige Zone (statt eines vorgesehenen Gebäudes) und beidseitig davon den Stellplatz- und Marktflächen.
Das Amt Woldegk hat heute seinen Sitz am Karl-Liebknecht-Platz 1, nordöstlich außerhalb des Stadtzentrums.